# 공주 신원사 노사나불괘불탱
공주 신원사 노사나불괘불탱(公州 新元寺 盧舍那佛掛佛幀)은 대한민국 충청남도 공주시 계룡면 신원사에 있는, 노사나불이 영취산에서 설법하는 장면인 영산회상을 그린 괘불이다. 1997년 9월 22일 대한민국의 국보 제299호로 지정되었다.

## 개요
화엄종의 주불인 비로자나불을 대신하여 노사나불이 영취산에서 설법하는 장면인 영산회상을 그린 괘불이다. 괘불이란 절에서 큰 법회나 의식을 행하기 위해 법당 앞뜰에 걸어놓고 예배를 드리는 대형 불교그림이다.
길이 11.18m, 폭 6.88m 크기의 이 괘불은 노사나불이 단독으로 중생을 설법하는 모습으로, 노사나불을 중심으로 좌우에는 10대보살과 10대제자, 사천왕 등이 그려져 있다. 단독으로 그려진 노사나불은 화면을 가득 채우고 있으며, 손은 신체에 비해 큰 편으로 손바닥을 들어올려 설법하는 모습의 손 모양을 하고 있다. 녹색과 홍색, 분홍색 등을 이용하여 옷을 표현하였고, 5가지색으로 빛을 형상화하여 주변 배경을 표현하였다. 중심 불상의 좌우에는 각기 다른 물건과 두광이나 옷색의 차이 등을 이용해 10대보살들을 표현하고 있다. 보살 위의 10대제자들은 서로 다른 얼굴 방향과 표정, 각기 다른 옷과 물건, 자연스러운 동작과 모습으로 섬세하게 표현되었다.
인조 22년(1644)에 제작된 이 괘불은 짜임새있는 구도, 섬세한 표현, 밝게 표현된 색조 등이 세련된 솜씨로 표현되어 있어 조선 후기 불화양식을 보여주는 17세기 대표적인 작품이다.

## 참고자료
- 공주 신원사 노사나불괘불탱 - 국가유산청 국가유산포털